# マミジロカルガモ
マミジロカルガモ（眉白軽鴨、学名：Anas superciliosa）は、カモ目カモ科に分類される鳥類の一種。ニュージーランドでは、通常 Grey Duck と呼ばれ、また、マオリの名称として Pārera の名でも知られる。

## 分布
インドネシア、ニューギニア、オーストラリア、ニュージーランド、および南西太平洋の多くの島々に生息し、北のカロリン諸島から東のフランス領ポリネシアにわたり分布する。マリアナ諸島では留鳥でないが、渡りの途中に時々見られる。今は絶滅したマリアナガモ (Anas oustaleti) は、おそらく元は本種とマガモとの交雑に由来し、渡りの時に諸島に飛来し、そこに落ち着いたものである。

## 形態

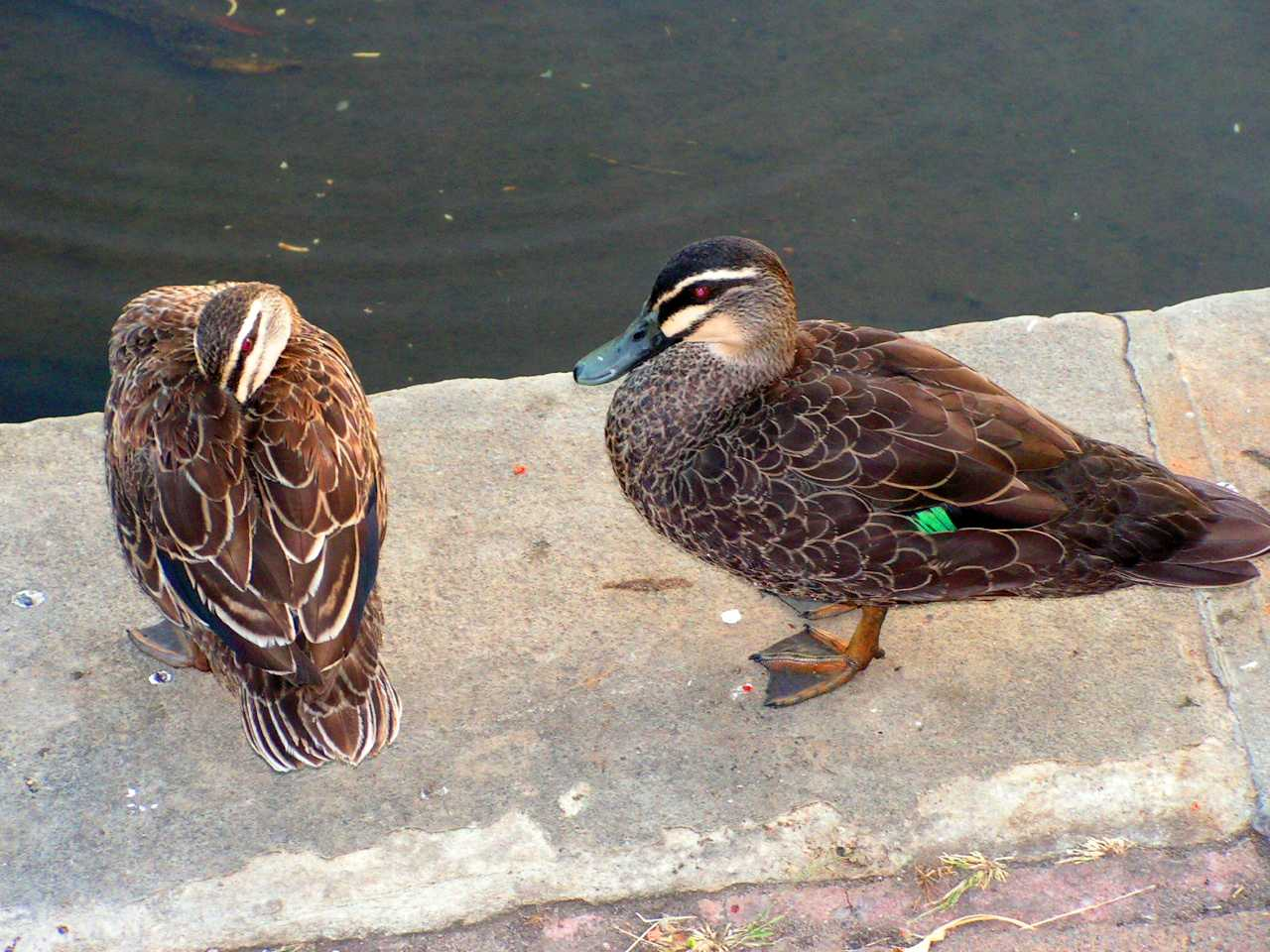
緑色の翼鏡。オーストラリア、ニューサウスウェールズ州

全長54-61 cm。体部は暗色で、頭部は淡色であり、頭頂は暗色で、顔に縞をもつ。飛翔時には、緑色の翼鏡および淡色の翼下面を示す。羽毛は雌雄とも全体として似る。雄は雌よりも大きくなる傾向があり、また、いくつかの島での形態においては、全体を占めるものより小さく、より暗色である。

## 生態
身近なカモであるマミジロカルガモは、多様な湿地に生息し、その営巣習性は、ニュージーランドに移入され拡大するマガモによく似る。他の Anas 属のカモと同様に、逆立ちして採餌する。

## 亜種
3亜種がある。

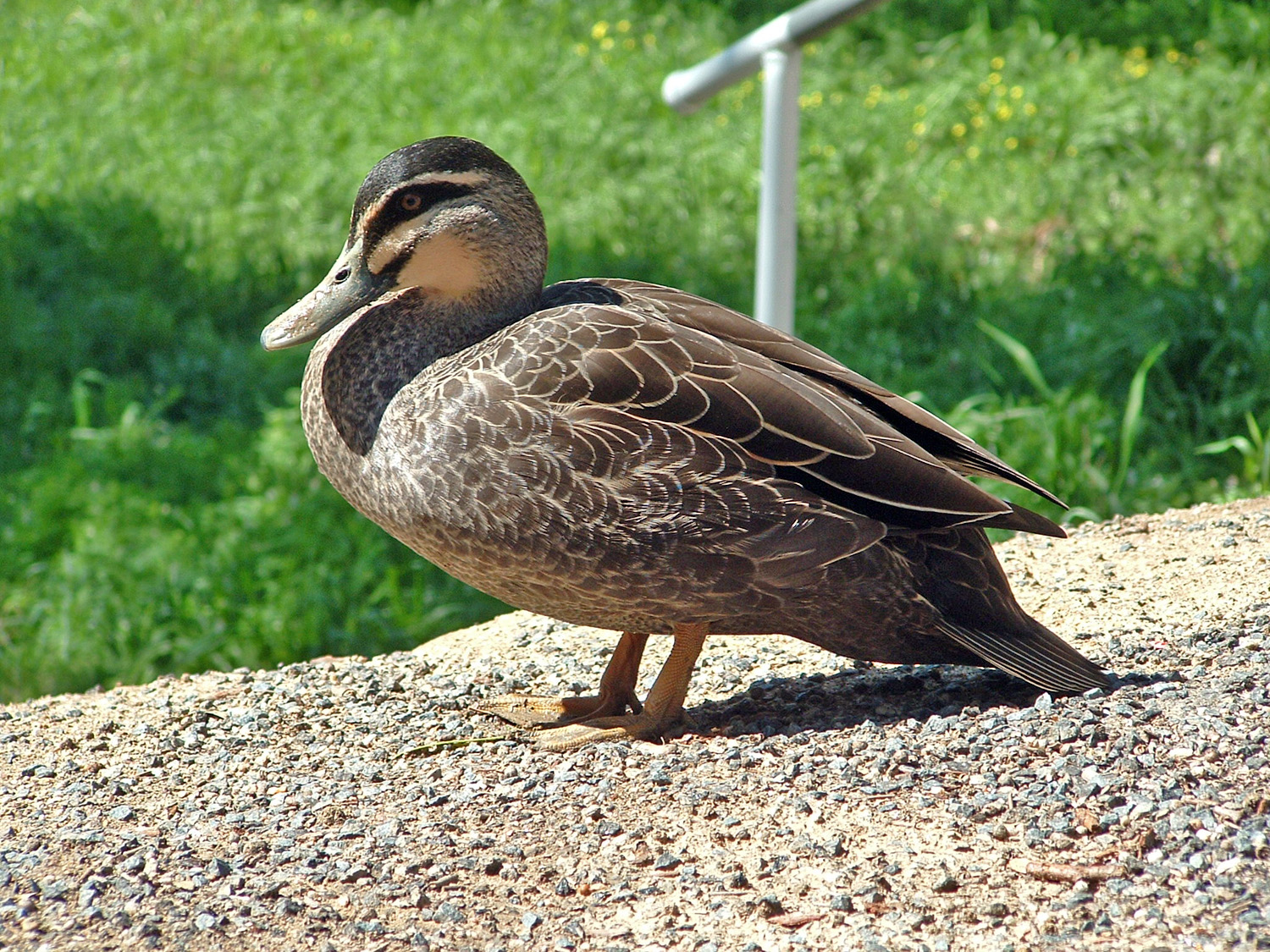
オーストラリア、ニューサウスウェールズ州

- Anas superciliosa rogersi - (Mathews, 1912) - Australasian Duck

インドネシア、ニューギニア南部、オーストラリアに繁殖する。
- Anas superciliosa pelewensis - (Hartlaub & Finsch, 1872) - Island Black Duck

南西太平洋諸島、ニューギニア東部に繁殖する。
- Anas superciliosa superciliosa - (Gmelin, 1789) - New Zealand Grey Duck

ニュージーランドに繁殖する。
ニュージーランドの亜種は、移入されたマガモとの競合および交雑により、少なくともその純粋な形において急激にその数が減少している。